# Francesc Coll i Guitart
Francesc Coll i Guitart (Gombrèn, 18 de maig de 1812 - Vic, 2 d'abril de 1875) va ser un sacerdot de l'Ordre dels Predicadors, missioner i fundador de la Congregació de les Dominiques de l'Anunciata de la Beata Verge Maria. Va ser beatificat per Joan Pau II el 29 d'abril de 1979 i canonitzat l'11 d'octubre de 2009 per Benet XVI.

## Vida
El pare Coll va néixer el 18 de maig de 1812 a Gombrèn (Ripollès). Era el desè, i últim, fill d'un cardador de llana. Des de ben jove, es va dedicar a la formació d'infants, que conjugava amb la formació sacerdotal al Seminari de Vic, on va entrar amb només onze anys. El 1830, entra a l'Orde dels Predicadors en el convent de Girona. Hi viu, fa la professió solemne i rep el diaconat, fins que, cinc anys més tard, l'exclaustració dels religiosos provoca que hagi de viure fora del convent. Malgrat tot, no va renunciar mai a la professió dominicana.
Va rebre el presbiterat el 1836. Va ser destinat al ministeri parroquial i, després, a la predicació itinerant, com demana el carisma dominicà: va passar quaranta anys predicant per Catalunya. La seva intensa predicació va ser un instrument important per a la renovació religiosa de la societat. Francesc Coll va ser nomenat director de l'orde seglar dominicana el 1850. Va impulsar un projecte de formació cristiana de les joves en els llocs més pobres. D'aquesta manera, va impulsar la congregació de Germanes Dominiques de l'Anunciata el 1856, que amb el temps s'estendria per tot el món.
Des de 1869 va estar malalt, patint ceguesa i pèrdua de les facultats mentals. Va morir a Vic el 2 d'abril de 1875 i allà se'n venera el cos a la Casa Mare de la congregació.

## Obra educativa

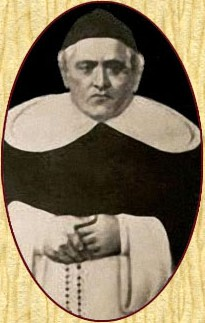
Fotografia del pare Coll, ca. 1870.

Coll va determinar que les germanes de la congregació es dediquessin als nens i joves més necessitats. Així, les primeres comunitats van ser dirigides a zones de la Catalunya rural treballant en l'escola pública. Tanmateix, en els primers anys, i fruit de la situació sociopolítica -la revolució de setembre de 1868- les religioses es van veure forçades a deixar aquestes escoles i a fundar col·legis privats, molts d'ells a redós de les fàbriques tèxtils.
Després de fundar els primers centres a Catalunya, la congregació va treballar en zones mineres d'Astúries i pobles de Castella i la Manxa. La primera comunitat fora d'Espanya va ser a l'Argentina, el 1908. El 1955, la congregació inicia acció missionera a Centreamèrica i, més tard, al Perú i Xile, Àfrica i Àsia.

## Veneració
El procés de beatificació es va iniciar el 1928 a Osona. El 1958, segons va quedar reconegut el 7 de juliol de 1977, per intercessió de Francesc Coll es va produir la curació miraculosa de la lleonesa Justa Barrientos. Aquest fet va permetre la seva beatificació que es va produir el 29 d'abril de 1979, en el primer d'actes d'aquest tipus de la llarga llista que va presidir Joan Pau II. El 2008 es va considerar provat un segon miracle, donant pas a la canonització que va tenir lloc al Vaticà l'11 d'octubre de 2009.